# Arrondissement de Bréda
L'arrondissement de Bréda est une ancienne subdivision administrative française du département des Deux-Nèthes puis des Bouches-du-Rhin créée le 17 février 1800 et supprimée le 11 avril 1814.
Pris au royaume de Hollande et attribué initialement au département des Deux-Nèthes, l'arrondissement de Bréda est réattribué au département des Bouches-du-Rhin le 1er janvier 1811, mais le décret ne semble pas avoir été appliqué. L'attribution de l'arrondissement dans les mois qui suivent n'est pas clairement exprimée et il est traité dans les décrets et lois comme une entité disjointe. Si la plupart des géographes continuent de l'attribuer aux Deux-Nèthes, Jean-Baptiste Poirson l'englobe dans celui des Bouches-de-l'Escaut.
Par décret du 15 décembre 1813 du prince souverain Guillaume Frédéric d'Orange-Nassau, il est détaché du département des Deux-Nèthes et ajouté au département des Bouches-du-Rhin.

## Composition
Le décret du 8 novembre 1810 finalisé le 14 avril 1813 organise ainsi l'arrondissement :
- canton de Berg-op-Zoom
- canton de Rosendael
- canton d'Oudenbosch
- canton de Sevenbergen.
- canton d'Oosterhout
- canton de Bréda
- canton de Ginneken